# محمود الیوسف
محمود الیوسف (عربی: محمود اليوسف؛ زادهٔ ۲۰ ژانویهٔ ۱۹۸۸) بازیکن فوتبال اهل سوریه است.
از باشگاه‌هایی که در آن بازی کرده‌است می‌توان به باشگاه ورزشی حطین اشاره کرد.
وی همچنین در تیم‌های ملی فوتبال زیر ۲۰ سال سوریه، زیر ۲۳ سال سوریه، و سوریه بازی کرده‌است.